# لوكوست (أوكلاهوما)
لوكوست (بالإنجليزية: Locust Grove, Oklahoma)‏ هي بلدة أمريكية تقع في الولايات المتحدة في مقاطعة مايز، أوكلاهوما. يقدر عدد سكانها بـ 1,423 نسمة ومساحتها 2.2 كم2 و وترتفع عن سطح البحر 206 متر.

## التركيبة السكانية
حدّد مكتب تعداد الولايات المتحدة بيانات التركيبة السكانية للوكوست في تعداد الولايات المتحدة. في ما يلي، التركيبة السكانية حسب تعدادي 2000 و2010.

### تعداد عام 2000
بلغ عدد سكان لوكوست 1,366 نسمة بحسب تعداد عام 2000، وبلغ عدد الأسر 519 أسرة وعدد العائلات 364 عائلة مقيمة في البلدة. في حين سجلت الكثافة السكانية 301.5 نسمة لكل كيلومتر مربع (780.9/ميل2). وبلغ عدد الوحدات السكنية 567 وحدة بمتوسط كثافة قدره 125.2 لكل كيلومتر مربع (324.3/ميل2).
وتوزع التركيب العرقي للبلدة بنسبة 57.32% من البيض و32.50% من الأمريكيين الأصليين و0.22% من الأمريكيين ذوي الأصول الآسيوية و0.81% من الأعراق الأخرى و9.15% من عرقين مختلطين أو أكثر و2.42% من الهسبانيون أو اللاتينيون من أي عرق.
بلغ عدد الأسر 519 أسرة كانت نسبة 45.3% منها لديها أطفال تحت سن الثامنة عشر تعيش معهم، وبلغت نسبة الأزواج القاطنين مع بعضهم البعض 47.4% من أصل المجموع الكلي للأسر، ونسبة 17.7% من الأسر كان لديها معيلات من الإناث دون وجود شريك،  بينما كانت نسبة 5% من الأسر لديها معيلون من الذكور دون وجود شريكة وكانت نسبة 29.9% من غير العائلات. تألفت نسبة 26.8% من أصل جميع الأسر من عدة أفراد يعيشون في نفس المنزل ونسبة 16% كانت تتألف من شخص يعيش بمفرده يبلغ من العمر 65 عاماً أو أكثر. وبلغ متوسط حجم الأسرة المعيشية 2.63، أما متوسط حجم العائلات فبلغ 3.14.
بلغ العمر الوسطي للسكان 29.0 عاماً. وكانت نسبة 32.1% من القاطنين تحت سن الثامنة عشر، وكانت نسبة 12.2% بين الثامنة عشر والرابعة والعشرين عاماً، ونسبة 25.5% كانت واقعةً في الفئة العمرية ما بين الخامسة والعشرين والرابعة والأربعين عاماً، ونسبة 16.7% كانت ما بين الخامسة والأربعين والرابعة والستين، ونسبة 13.6% كانت ضمن فئة الخامسة والستين عاماً فما فوق. يوجد لكل 100 أنثى 90.8 ذكر، ويوجد لكل 100 أنثى في الثامنة عشر من عمرها فما فوق 80.9 ذكر.
بلغ متوسط دخل الأسرة في البلدة 20,655 دولارًا، أما متوسط دخل العائلة فبلغ 24,821 دولارًا. وكان متوسط دخل الذكور 25,500 دولارًا مقابل 16,389 دولارًا للإناث. وسجل دخل الفرد الخاص بالبلدة 9,191 دولارًا. وكانت نسبة 22.1% من العائلات ونسبة 23% من السكان تحت خط الفقر، وكان من هؤلاء نسبة 30.2% تحت سن الثامنة عشر ونسبة 19.5% في الخامسة والستين من العمر وما فوق.

### تعداد عام 2010
بلغ عدد سكان لوكوست 1,423 نسمة بحسب تعداد عام 2010، وبلغ عدد الأسر 538 أسرة وعدد العائلات 377 عائلة مقيمة في البلدة. في حين سجلت الكثافة السكانية 314.1 نسمة لكل كيلومتر مربع (813.5/ميل2). وبلغ عدد الوحدات السكنية 615 وحدة بمتوسط كثافة قدره 135.8 لكل كيلومتر مربع (351.7/ميل2).
وتوزع التركيب العرقي للبلدة بنسبة 51.02% من البيض و0.14% من الأمريكيين الأفارقة و36.33% من الأمريكيين الأصليين و0.14% من الأمريكيين ذوي الأصول الآسيوية و0.35% من سكان جزر المحيط الهادئ و0.21% من الأعراق الأخرى و11.81% من عرقين مختلطين أو أكثر و3.65% من الهسبانيون أو اللاتينيون من أي عرق.
بلغ عدد الأسر 538 أسرة كانت نسبة 42.6% منها لديها أطفال تحت سن الثامنة عشر تعيش معهم، وبلغت نسبة الأزواج القاطنين مع بعضهم البعض 45.7% من أصل المجموع الكلي للأسر، ونسبة 16.4% من الأسر كان لديها معيلات من الإناث دون وجود شريك،  بينما كانت نسبة 8% من الأسر لديها معيلون من الذكور دون وجود شريكة وكانت نسبة 29.9% من غير العائلات. تألفت نسبة 27.3% من أصل جميع الأسر من عدة أفراد يعيشون في نفس المنزل ونسبة 12.8% كانت تتألف من شخص يعيش بمفرده يبلغ من العمر 65 عاماً أو أكثر. وبلغ متوسط حجم الأسرة المعيشية 2.64، أما متوسط حجم العائلات فبلغ 3.18.
بلغ العمر الوسطي للسكان 32.2 عاماً. وكانت نسبة 31.1% من القاطنين تحت سن الثامنة عشر، وكانت نسبة 8.9% بين الثامنة عشر والرابعة والعشرين عاماً، ونسبة 25.8% كانت واقعةً في الفئة العمرية ما بين الخامسة والعشرين والرابعة والأربعين عاماً، ونسبة 21.8% كانت ما بين الخامسة والأربعين والرابعة والستين، ونسبة 12.4% كانت ضمن فئة الخامسة والستين عاماً فما فوق. وتوزع التركيب الجنسي للسكان بنسبة 48.3% ذكور و51.7% إناث.